# Anti-Dühring
Anti-Dühring (en alemán: Herr Eugen Dührings Umwälzung der Wissenschaft, "La revolución de la ciencia del Sr. Eugen Dühring) es un libro de Friedrich Engels, publicado por primera vez en Alemania, en 1878, aunque anteriormente se había publicado por entregas en el periódico Vorwärts. Hubo dos publicaciones más en alemán en vida del autor. Fue parcialmente publicado en 1880, en Francia, como Del socialismo utópico al socialismo científico.
Esta obra fue la mayor contribución de Engels a la exposición y desarrollo de la teoría marxista. Su título completo se traduce como La revolución de la ciencia del Sr. Eugen Dühring, con intención sarcástica. La abreviación recuerda al polémico Anticatón de Julio César.
Karl Eugen Dühring había producido su propia versión de socialismo, con la intención de sustituir al marxismo. Como Karl Marx estaba ocupado en la escritura de El capital, Engels se encargó de escribir una defensa del marxismo. La obra fue, en palabras de Engels, un intento de "producir un recorrido enciclopédico de nuestra concepción de los problemas filosóficos, de ciencias naturales e históricos". El texto se divide en las siguientes secciones: "Filosofía", "Economía política" y "Socialismo".
En este libro, Engels dio una de las definiciones clásicas de la economía política: "La economía política, en el sentido más amplio, es la ciencia de las leyes que gobiernan la producción y el intercambio de los medios materiales de subsistencia de la sociedad humana... La economía política es, por tanto, esencialmente una ciencia histórica. Trabaja con lo concreto, que es histórico, esto es, que cambia constantemente". De este texto procede un aforismo ampliamente citado: "El Estado no se suprime, sino que se extingue".
Este trabajo también influyó en la obra Materialismo y empiriocriticismo, de Lenin, quien llamó a la obra junto con el Manifiesto Comunista y el Ludwig Feuerbach y el fin de la filosofía clásica alemana como manuales para todo trabajador consciente de clase.

## Trasfondo
Con la publicación del primer tomo de El capital en 1867, cuando Karl Eugen Dühring publicó una crítica que Marx ignoró: “Debo estar agradecido a ese hombre, ya que es el primer experto que ha dicho algo”. Posteriormente Dühring entró en política como un "socialista reformista" y ganó influencia en los socialdemócratas alemanes como Johann Most, Eduard Bernstein y August Bebel. Por 1875 publicó numerosas obras críticas sobre economía y filosofía las que atacó a Marx y denominó como una “revolución” de las ciencias sociales.
Engels decidió con apoyo de Marx en combatir las ideas Dühring durante más de dos años, desde 1876 hasta 1878. Marx escribió a Wilhelm Liebknecht en 1877 que: “Engels está ocupado en el trabajo sobre Dühring. Es un gran sacrifico por su parte, porque para atender a eso tiene que interrumpir un trabajo incomparablemente más importante.” Este trabajo importante, proseguía Manuel Sacristán, es su obra inacabada Dialéctica de la naturaleza. Esto irritó visiblemente a Engels: “Con el señor Dühring estoy ya, afortunadamente, al cabo de la calle, prescindiendo de la revisión de los últimos artículos, y no deseo más de su distinguido trato en este mundo. ¡Vaya un ignorante hinchado!”.
Su libro Anti-Dühring apareció primero por entregas en el periódico del Partido Socialdemócrata de Alemania Vorwärts, antes de ser publicado en forma de libro el 8 de julio de 1878.

## Contenido

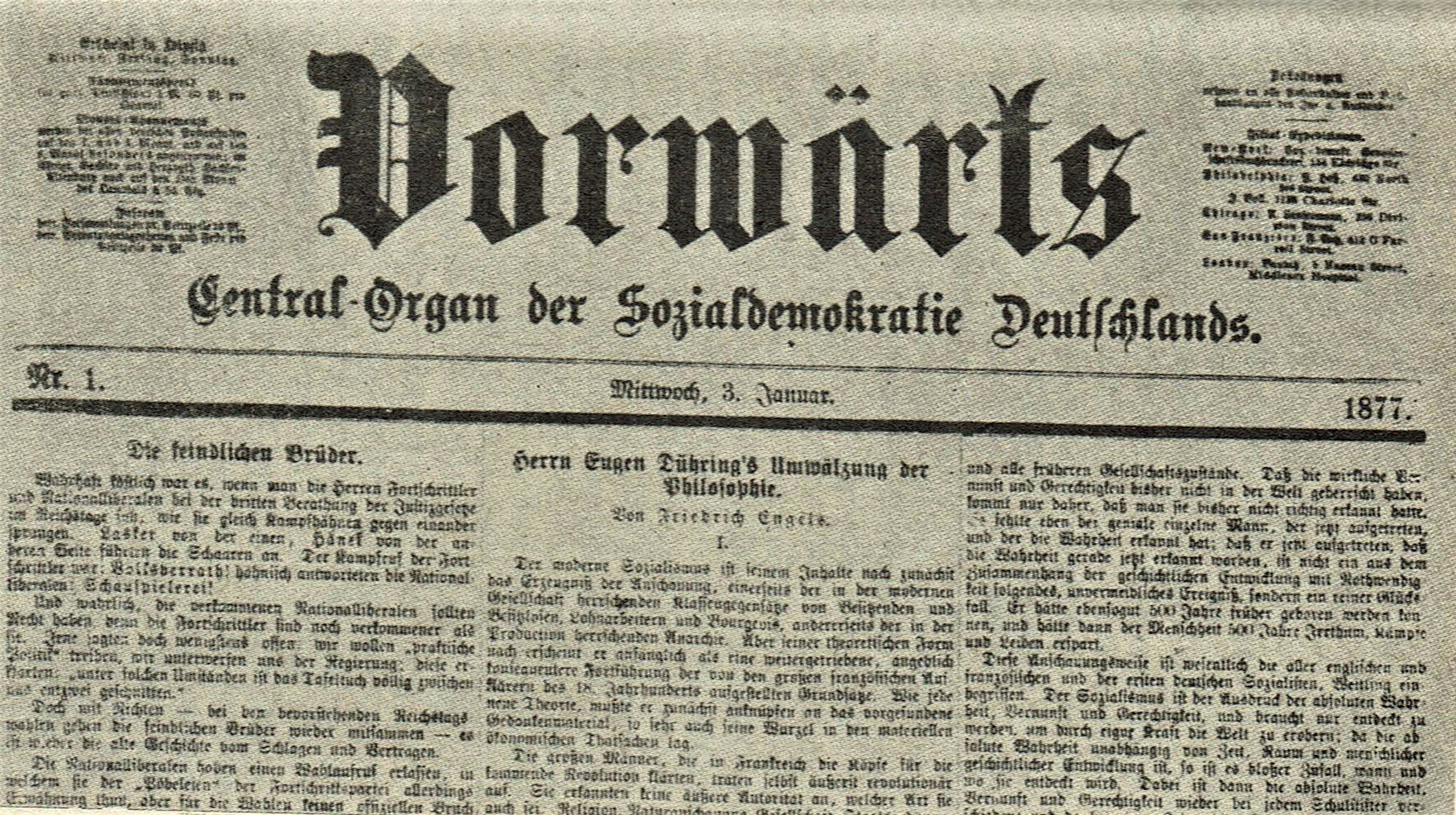
Primer artículo del Anti-Dühring en Vorwärts (3 de enero de 1877).

En la sección primera, "Filosofía", Engels contrapuso la filosofía idealista a la filosofía materialista con el reconocimiento de la superioridad de esta última, lo que fue muy apreciado por Lenin.

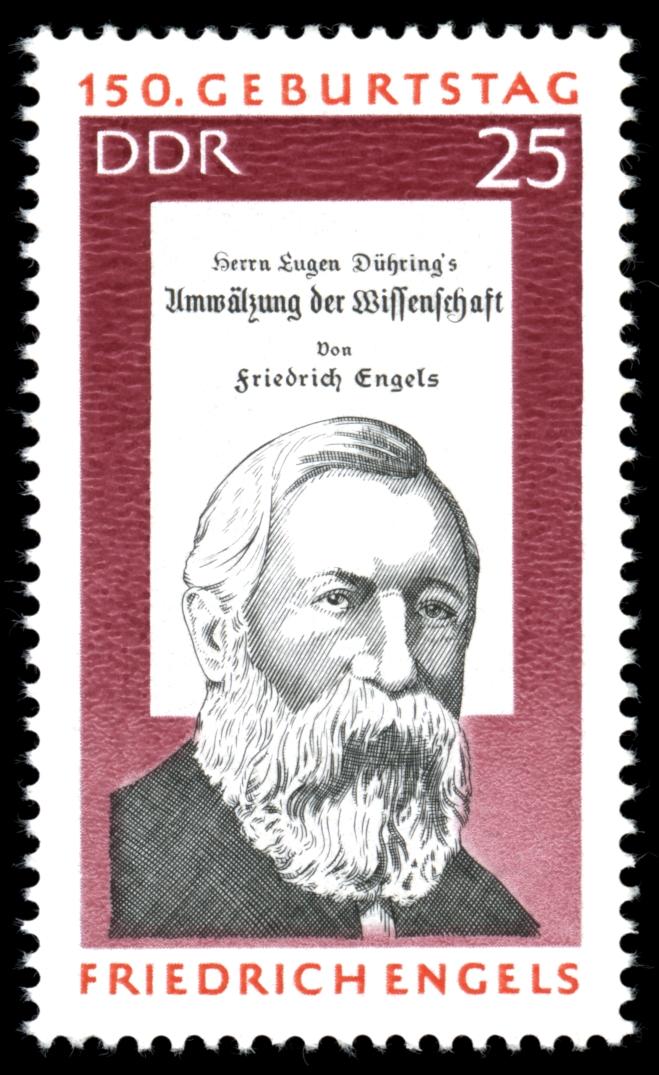
Sello de Alemania Oriental emitido con motivo del 150º del nacimiento de Engels. Detrás la portada del Anti-Dühring.

En la sección segunda, "Economía política", Engels examina y desarrolla los principios básicos de la doctrina económica de Marx y expone las causas reales de la división de la sociedad en clases, que, en opinión del autor, se encuentran en el modo de producción de los valores materiales, el crecimiento de la productividad y la división del trabajo social, y el surgimiento de la propiedad privada de los medios de producción.
La sección tercera, "Socialismo", está dedicada al socialismo científico, que el autor considera un resultado indispensable del desarrollo de la sociedad, una consecuencia inevitable de la lucha de clases.
A lo largo del libro, Engels comparte los logros y descubrimientos científicos de su tiempo en un texto para la comparación y la expresión de su opinión sobre ciertos temas.

### Sección primera. Filosofía

#### Dialéctica y las contradicciones reales
En la primera parte de su obra, Engels critica las concepciones filosóficas de Dühring, que razonaba como metafísico, para exponer mejor la dialéctica materialista, basada en la existencia de contradicciones reales. Por ejemplo, la ciencia se esfuerza por adquirir un conocimiento completo del sistema del universo y de todas sus relaciones, pero no puede hacerlo de ninguna manera debido a la naturaleza humana, que es limitada, y a la del universo, que está en perpetuo movimiento. En respuesta a las consideraciones de Dühring sobre el Ser y la unidad del mundo, Engels escribe: 
"La unidad del mundo no estriba en su ser, aunque su ser es un presupuesto de su unidad, ya que tiene que ser antes de poder ser uno. Pues el ser es una cuestión abierta a partir del límite en el que se interrumpe nuestro horizonte. La real unidad del mundo estriba en su materialidad, y ésta no queda probada por unas pocas frases de prestidigitador, sino por un largo y laborioso desarrollo de la filosofía y de la ciencia de la naturaleza".
Engels aborda entonces lo que él llama la filosofía de la naturaleza, es decir, una reflexión sobre el espacio, el tiempo, la materia. Este tema estaba cerca de su corazón y le dedicó un estudio entero que no se publicó hasta mucho después de su muerte bajo el título de Dialéctica de la naturaleza. Mostró cierto interés por los descubrimientos científicos más recientes de su tiempo en biología, física y química, citando en particular a Charles Darwin, cuya teoría de la evolución estaba casada con la filosofía del materialismo dialéctico. Al mismo tiempo, fue capaz de reconocer los límites de la ciencia de su tiempo, escribiendo: 
"[L]a teoría de la evolución es aún demasiado joven, por lo que es seguro que el ulterior desarrollo de la investigación modificará muy sustancialmente también las concepciones estrictamente darwinistas del proceso de la evolución de las especies".

#### Verdades absolutas y verdades relativas
Dühring pretendió establecer verdades que son absolutamente inmutables, no sólo en el campo científico, sino también en la moral y el derecho. Engels no niega que existan verdades absolutas (por ejemplo, que Napoleón murió el 5 de mayo de 1821). Pero no nos hacen avanzar mucho. Incluso en las ciencias exactas y, a fortiori, en las ciencias humanas, debemos desconfiar de nuestro conocimiento porque "nos encontramos aún bastante al comienzo de la historia humana, y las generaciones que nos corregirán serán probablemente mucho más numerosas que aquellas cuyo conocimiento corregimos nosotros, con bastante desprecio a menudo". La soberanía del pensamiento se realiza así en una serie de hombres cuyo pensamiento es muy poco soberano, y esta contradicción dialéctica se resuelve en la sucesión infinita de las generaciones humanas.

El terreno moral pertenece a la historia de los hombres. El bien y el mal no son de ninguna manera verdades eternas, sino concepciones relativas que varían con la sociedad. Debido a que, en una determinada etapa del desarrollo económico, la propiedad privada de los bienes muebles ha suplantado a la propiedad colectiva primitiva, el mandamiento "No robarás" se ha impuesto en la moral. Bajo el socialismo, cuando se eliminen los motivos para el robo, este mandamiento perderá gran parte de su valor. En las sociedades de clases, la moral es necesariamente una moral de clase que justifica los intereses de la clase dominante o los de la clase oprimida cuando esta última se vuelve lo suficientemente poderosa como para rebelarse contra su explotación. Contra la exposición de Dühring sobre la justicia e igualdad como una "verdad eterna", Engels subraya que las ideas son productos de las condiciones sociales (véase: Infraestructura y superestructura).
"[E]l contenido real de la exigencia proletaria de igualdad es la reivindicación de la supresión de las clases. Toda exigencia de igualdad que vaya más allá de eso desemboca necesariamente en el absurdo. [...] Así, pues, la idea de igualdad, tanto en su forma burguesa cuanto en su forma proletaria, es ella misma un producto histórico, para cuya producción fueron necesarias determinadas situaciones históricas que suponían a su vez una dilatada prehistoria. Será, pues, cualquier cosa, menos una verdad eterna".

Es de la misma manera que podemos entender las nociones de libertad y necesidad. La libertad no reside en una soñada independencia de las leyes de la naturaleza, sino en el conocimiento de estas leyes y en la posibilidad de aplicarlas metódicamente para fines específicos. Cada progreso de la civilización es un paso hacia la libertad. Los hombres primigenios eran tan poco libres como los animales porque su voluntad era impotente para controlar la naturaleza. El primer acto liberador en la historia de la humanidad fue el dominio del fuego. Es el desarrollo de las fuerzas productivas (gracias a la máquina de vapor) lo que hará posible un estado social en el que ya no habrá diferencias de clase, ni preocupación por los medios de existencia individuales, y en el que por primera vez podrá plantearse la cuestión de la verdadera libertad humana.
"En el umbral de la historia humana se encuentra el descubrimiento de la transformación del movimiento mecánico en calor: la producción del fuego por frotamiento; en el último estadio de la evolución ocurrida hasta hoy se encuentra el descubrimiento de la transformación del calor en movimiento mecánico: la máquina de vapor".

#### Leyes de la dialéctica
Engels concluye la parte estrictamente filosófica de su obra defendiendo dos leyes dialécticas, definidas por Hegel, que Dühring consideraba como el "colmo del absurdo". En primer lugar trata la ley de la transformación de lo cuantitativo en cualitativo. Por ejemplo, cuando se aumenta la temperatura del agua (cambio cuantitativo), finalmente se evapora, siendo este cambio de estado líquido a gaseoso un cambio cualitativo. Así, lejos de ser una invención de un filósofo, esta ley dialéctica se encuentra en la naturaleza. Engels invocó a Napoleón como testigo en favor de la conversión de la cantidad en calidad: con respecto a la campaña de Egipto, señaló que para que la disciplina de la caballería francesa asegurara su superioridad, era necesario enfrentarse a unidades suficientemente grandes porque, en el combate individual, los mamelucos eran mejores guerreros. Napoleón declaró que si dos mamelucos eran absolutamente superiores a tres franceses, la proporción se invertía para las unidades grandes y que 1.000 franceses seguían derrocando a 1.500 mamelucos.
La segunda ley dialéctica atacada por Dühring es la negación de la negación. Engels ofrece, también aquí, varios ejemplos. En la naturaleza, evoca el destino de un grano de cebada. El grano es "negado" por la planta que emerge de él, y luego esta última es "negada" a su vez por la espiga que resulta de ella, trayendo nuevas semillas, pero sin volver a la situación anterior ya que ahora tenemos varias semillas en lugar de una. Otro ejemplo, tomado de la doctrina de la igualdad de Rousseau, de la cual la de Dühring toma, no puede realizarse sin la negación de la negación. La igualdad primitiva entre los hombres es reemplazada por la desigualdad, debido al progreso técnico. Primera negación. Pero con la desigualdad viene el despotismo. Ante el déspota, todos son iguales, es decir, iguales a cero. Basta entonces derrocar al déspota para establecer una nueva igualdad, sobre una base más avanzada, la del contrato social. Los opresores sufren opresión. Es la negación de la negación.
Lo que estas diversas leyes dialécticas tienen en común es que no miran las cosas y las relaciones estáticamente, como lo hacen Dühring y los metafísicos, sino dinámicamente, en su movimiento recíproco, en su desarrollo histórico. Esta es la única manera de tener en cuenta las contradicciones reales, siendo la vida misma una contradicción ya que, en todo momento, un ser vivo es él mismo y otro.

### Sección segunda. Economía política

#### Modos de producción y condiciones materiales
La segunda parte de la obra de Engels trata de la economía política, definida como la ciencia de las leyes que rigen la producción y el intercambio de los medios materiales de subsistencia en la sociedad humana. Así como en filosofía Dühring atacó a Hegel, en economía ataca a Karl Marx. En lugar de analizar la evolución concreta de los modos de producción, Dühring extrae sus leyes económicas de personajes abstractos, dos hombres situados fuera del espacio y del tiempo, cuyas relaciones imagina, ignorando así el hecho de que la economía política es una ciencia esencialmente histórica. Para él, la violencia está en la raíz de las desigualdades económicas y de las relaciones sociales de dominación. Las relaciones económicas derivan de las relaciones políticas y no al revés, como afirma Marx. Engels observa que
"La idea de que lo decisivo en la historia son las acciones políticas del poder y del Estado es tan vieja como la historiografía misma, y es también la causa principal de que se haya conservado tan poco acerca del desarrollo de los pueblos, el movimiento silencioso y realmente impulsor que procede como trasfondo de esas sonoras escenas. Esta idea ha dominado toda la historiografía del pasado, y no ha recibido un primer golpe hasta los historiadores burgueses franceses de la Restauración; lo único "peculiar" es que tampoco de esto sepa nada el señor Dühring".
Sin embargo, la violencia misma está subordinada a las condiciones materiales. Para que Robinson Crusoe pueda esclavizar a Viernes, debe encontrar un interés económico en él, a saber, que Viernes pueda producir suficientes medios de subsistencia para él y su amo, y por otro lado, que tenga una espada, que es en sí misma objeto de un proceso de producción, ya que las espadas no crecen en los árboles. La esclavitud en sí misma no apareció hasta que la fuerza de trabajo humana fue capaz de producir más de lo necesario para su simple mantenimiento. En este sentido, incluso la esclavitud fue un paso adelante en la historia económica de la humanidad. 
"Hasta entonces no se había sabido qué hacer con los prisioneros de guerra; se les había matado simplemente, y antes habían sido comidos. Pero en el nivel de la "situación económica" ahora alcanzado, esos prisioneros cobraron un valor: se les dejó vivir y se utilizó su trabajo. En vez de dominar la situación económica, el poder y la violencia quedaron, pues, constreñidos al servicio de la situación económica. Así se inventó la esclavitud".
También Engels critica la idea de que la fijación de precios según las relaciones de poder:
"[C]uando los hombres del puñal han intentado fabricar un "valor de distribución", no han cosechado más que malos negocios y pérdidas de dinero. Con su monopolización del comercio de las Indias Orientales, los holandeses han arruinado su monopolio y su comercio. Los dos gobiernos más fuertes que han existido nunca, el gobierno revolucionario norteamericano y la Convención francesa, se atrevieron a fijar precios máximos, y fracasaron miserablemente".

#### Intervención de Karl Marx contra Dühring
Engels vuelve entonces a la teoría del valor, a las nociones de capital, plusvalía y renta de la tierra. Al mismo tiempo critica las afirmaciones de Dühring y explica algunos de los puntos planteados en El capital de Marx. El último capítulo de esta sección económica, titulado De la "Historia crítica", fue escrito por Marx. Es una crítica a las consideraciones de Dühring sobre los economistas clásicos de los siglos xvii y xviii. Mientras Dühring atribuye concepciones erróneas y muestra un cierto desprecio por ellas, Marx y Engels, por el contrario, enfatizan la contribución de sus predecesores en economía y les muestran un verdadero respeto por ellos, especialmente por William Petty: 
"Un trabajo de Petty verdaderamente redondo, fundido en una pieza, es su Quantulumcunque concerning Money […] Es por su contenido y por su forma una pequeña obra maestra, razón por la cual el señor Dühring no cita siquiera su título. Es muy normal que frente al investigador económico más genial y original, la mediocridad pedantemente hinchada no sepa sino gruñir su disgusto y su escándalo porque los luminosos chispazos teoréticos no se presentan orgullosamente en fila como "axiomas" ya listos, sino que surgen dispersamente por la profundización en "groseros" materiales prácticos, como los impuestos".

### Sección tercera. Socialismo

#### Críticas al programa político de Dühring
Engels critica la teoría del subconsumo de Dühring, tomada de Sismondi, como causa de las crisis económicas. Este tipo de crisis ya existieron desde milenios pero las que se caracterizan en capitalismo son las producidas por la sobreproducción, la cual es causa de la "anarquía de la producción". 
"[L]a producción de mercancías, como cualquier otra forma de producción, tiene sus leyes características, inherentes, inseparables de ella, y esas leyes se imponen a pesar de la anarquía, en la anarquía y a través de la anarquía. Esas leyes se manifiestan en la única forma de conexión social que subsiste, a saber, el intercambio, y se imponen frente al productor individual en forma de leyes constrictivas de la competencia. Las leyes son al principio desconocidas para esos productores, y ellos tienen que irlas descubriendo paulatinamente y gracias a una larga experiencia. Se imponen, pues, las leyes sin el concurso de los productores, contra los productores, como ciegas leyes naturales de su propia forma de producción. El producto domina a los productores". 

Dühring imaginó todo un sistema de comunas económicas. Engels le reprocha principalmente que no las deriva de un análisis de las contradicciones reales de la sociedad capitalista, sino de un principio abstracto universal de justicia, y al mismo tiempo que sea singularmente audaz al no considerar la abolición de la división del trabajo y la separación de la ciudad y el campo. 
"Ya la primera gran división del trabajo, la separación entre la ciudad y el campo, condenó a la población rural a un embotamiento milenario, y a la población urbana a la esclavitud de cada cual bajo su propio oficio. Esa separación aniquiló la base del desarrollo espiritual de los unos y del desarrollo físico de los otros [...] Al dividirse el trabajo se escinde también el hombre. Todas las demás capacidades físicas y espirituales se sacrifican al perfeccionamiento de una sola actividad". 
Ahora bien, sería muy posible, en una sociedad organizada de acuerdo con un plan racional, permitir que cada uno realizara diferentes tareas y distribuir las fábricas en el campo de tal manera que las mismas personas se dedicaran a trabajar la tierra y al trabajo industrial. Engels también reprocha a Dühring no abolir el dinero en su "nueva formación socialitaria" haciendo que "el salario debe ser igual para tiempo de trabajo igual". El dinero significa la posibilidad de acaparamiento para algunos y el riesgo de endeudamiento para otros. La existencia del dinero contiene el germen del valor y los mecanismos de diferenciación social que conducen al capitalismo. Sin abolir el dinero, las comunas económicas de Dühring terminarían inevitablemente sucumbiendo a los mecanismos naturales de la economía mercantil. 
"[Dühring] está muy orgulloso de que en su mundo cada cual puede hacer con su dinero lo que quiera. Por tanto, no puede impedir que los unos ahorren un tesorillo, en dinero, mientras los otros acaso no llegan a fin de mes con el salario recibido. [...] Por otra parte, al admitir como pago dinero sin más, la comuna deja abierta la posibilidad de que ese dinero se haya conseguido de un modo que no sea el del propio trabajo. Non olet. La comuna no sabe de dónde viene ese dinero. Y con esto están dadas todas las condiciones para que el dinero metálico, que hasta entonces no había desempeñado más que el papel de un símbolo del trabajo, entre en verdaderas funciones de dinero. Tenemos la ocasión y el motivo para el atesoramiento, por una parte, y el endeudamiento por otra. [...] Y como el atesorador puede exigir del necesitado el pago de intereses, se restablece la usura con la función de dinero del dinero metálico".
El dinero se utiliza para medir el valor de las mercancías. Es la calidad misma de las mercancías lo que los productos del trabajo perderán bajo el socialismo. Ya no será necesario medir el valor de cambio.
"Cierto que la sociedad tendrá también entonces que saber cuánto trabajo requiere la producción de cada objeto de uso. Pues tendrá que establecer el plan de producción atendiendo a los medios de producción, entre los cuales se encuentran señaladamente las fuerzas de trabajo. El plan quedará finalmente determinado por la comparación de los efectos útiles de los diversos objetos de uso entre ellos y con las cantidades de trabajo necesarias para su producción. La gente hace todo esto muy sencillamente en su casa, sin necesidad de meter de por medio el célebre "valor"."
Engels critica que la existencia de una producción de valor universalmente igual dentro de un tiempo dado ya que bajo la mano de obra calificada es más remunerada (porque los costos de producción/reproducción es mayor) y "ninguna comuna económica [...] puede eliminar ese desorden". Solo una sociedad socialista puede. 
"En la sociedad de productores privados, los particulares o las familias cargan con los costes de formación del trabajador calificado; por eso corresponde a los particulares el precio, más alto, de la fuerza de trabajo calificada: el esclavo hábil se vende más caro, y el obrero hábil cobra salario más alto. En la sociedad organizada de un modo socialista, es la sociedad la que carga con esos costes, y por eso le pertenecen también los frutos, los valores mayores producidos por el trabajo compuesto. El trabajador mismo no tiene derecho a reclamar más que los otros".
Puesto que la religión "no es más que el reflejo fantástico, en las cabezas de los hombres, de los poderes externos que dominan su existencia", no tiene sentido prohibirla, como propone Dühring. Esto sólo resultaría en la prolongación de su vida al proporcionarle mártires. En la sociedad capitalista, la base efectiva de la religión permanece, ya que los hombres están dominados por las relaciones económicas creadas por ellos mismos. Cuando, mediante el manejo planificado de la totalidad de los medios de producción, el hombre ha sometido las fuerzas sociales a la dominación de la sociedad. 
"[C]uando el hombre pues, no se limite a proponer, sino que también disponga, entonces desaparecerá el último poder ajeno que aún hoy se refleja en la religión, y con él desaparecerá también el reflejo religioso mismo, por la sencilla razón de que no habrá nada ya que reflejar".
Engels concluye esta parte con algunas críticas a las propuestas de Dühring sobre la educación y el matrimonio. Engels defiende el uso de las lenguas vivas y muertas como medio para superar la estrechez nacional. Para él, la educación del futuro unirá el trabajo productivo para todos los niños mayores de cierta edad con la educación y la gimnasia, el único método de producir hombres completos. Se ríe de las afirmaciones eugenésicas de Dühring de que le gustaría limitar la libertad de la procreación para perfeccionar la formación del hombre en carne y hueso. Concluye con un veredicto general del señor Dühring: "irresponsabalidad por megalomanía".

## Temas

### Materialismo dialéctico
Engels defiende lo que se denominó como el "materialismo dialéctico", según el cual "la real unidad del mundo estriba en su materialidad", y esta queda probada por la filosofía y de la ciencia de la naturaleza. Para Engels la materia está esencialmente en movimiento. El movimiento es contradictorio, lo que se deriva del hecho de que un cuerpo en movimiento "en uno y el mismo momento del tiempo, se encuentra en un lugar y en otro, está y no está en un mismo lugar".
Sobre la base de la suposición de Engels de que todo lo real es material y todo lo material está esencialmente en movimiento, entonces se puede decir que todo lo real contiene contradicciones o que en realidad los opuestos necesariamente se interpenetran.

"[E]n la naturaleza vigen las mismas leyes dialécticas del movimiento, en el confuso seno de las innumerables modificaciones, que dominan también en la historia la aparente casualidad de los acontecimientos; las mismas leyes que, constituyendo también en la evolución del pensamiento humano el continuo hilo conductor, llegan progresivamente a la consciencia del hombre".
F. Engels (1878), "Anti-Dühring" Prólogo a la segunda edición

### Ideología y moral
Ejemplos típicos de ideologías que la burguesía usa para controlar al pueblo son para Engels la moral; "y el recurso moral primero y más importante con que se podía influenciar a las masas seguía siendo la religión". La moral siempre fue "una moral de clase; o bien justificaba el dominio y los intereses de la clase dominante, o bien, en cuanto que la clase oprimida se hizo lo suficientemente fuerte, representó la irritación de los oprimidos contra aquel dominio y los intereses de dichos oprimidos, orientados al futuro”.
La postura ética de Engels es un relativismo cultural moral metaético y un pragmatismo normativo.

¿Qué moral se nos predica hoy? Hay, por de pronto, la cristiano-feudal [...] Se tiene además la moral moderno-burguesa y, junto a ésta, la moral proletaria del futuro [...] ¿Cuál es la verdadera? Ninguna de ellas, en el sentido de validez absoluta y definitiva; pero sin duda la moral que posee más elementos de duración es aquella que presenta el futuro en la transformación del presente, es decir, la moral proletaria.
F. Engels (1878), "Anti-Dühring" IX. MORAL Y DERECHO. VERDADES ETERNAS

### Libertad
Para Engels, la historia es principalmente una obra humana pero "los móviles reales y efectivos de los hombres que actúan en la historia no son, ni mucho menos, las últimas causas de los acontecimientos históricos". Más bien, "detrás de ellos están otras fuerzas determinantes, que hay que investigar lo que ocurre es que no va a buscar estas fuerzas a la misma historia, sino que las importa de fuera, de la ideología filosófica". La conexión entre la libertad del individuo y la regularidad de los procesos históricos solo puede entenderse dialécticamente.

Hegel ha sido el primero en exponer rectamente la relación entre libertad y necesidad. Para él, la libertad es la comprensión de la necesidad. [...] La libertad no consiste en una soñada independencia respecto de las leyes naturales, sino en el reconocimiento de esas leyes y en la posibilidad, así dada, de hacerlas obrar según un plan para determinados fines. [...] Los primeros hombres que destacaron de la animalidad eran en todo lo esencial tan poco libres como los animales mismos; pero cada progreso en la cultura fue un paso hacia la libertad.
F. Engels (1878), "Anti-Dühring" XI. MORAL Y DERECHO. LIBERTAD Y NECESIDAD

### Defensa de la economía marxiana
Frente a los malentendidos de la teoría del valor-trabajo, Engels señala la diferencia y relación entre valor como valor de uso y trabajo socialmente necesario.

Si nuestro individuo produce una cosa que no tenga ningún valor de uso para otros, toda su energía no conseguirá producir ni un átomo de valor; y si se empeña en fabricar con la mano un objeto producido veinte veces más barato por una máquina, entonces diecinueve vigésimos de la energía que ha puesto en ello no producen ni una determinada cantidad de valor ni valor en absoluto.
F. Engels (1878), Anti-Dühring, Sección segunda, ECONOMIA POLITICA. V. Teoría del valor